# Európai polgári kezdeményezés
Az európai polgári kezdeményezés egyfajta petíció, egyike a lisszaboni szerződés legfontosabb újításainak. Célja a demokrácia növelése az Európai Unióban. A polgári kezdeményezés lehetővé teszi, hogy a tagállamok jelentős részében élő, legalább egymillió uniós polgár közvetlenül az Európai Bizottsághoz (EB) terjesszen az EU hatáskörébe tartozó, őket érintő jogszabály-módosításokat.
Ezzel az új eszközzel az európai polgároknak először szólhatnak bele az európai ügyekbe. A polgári kezdeményezéseknek az érvényben lévő európai szerződések és az Európai Bizottság hatáskörén belül kell maradniuk.
A polgári kezdeményezés kiegészíti az európai polgároknak a maastrichti szerződésben (1993) meghatározott jogát, amelynek értelmében petíciót nyújthatnak be az Európai Parlamenthez vagy jogorvoslatért fellebbezzenek az európai ombudsmannál.